# Алхазурово
Алхазу́рово (чечен. Олхазар-КӀотар) — село в Урус-Мартановском районе Чеченской Республики. Административный центр Алхазуровского сельского поселения.

## География
Село расположено у Аргунского канала, в 10 км к юго-востоку от районного центра — города Урус-Мартан.
Ближайшие населённые пункты: на севере — село Гойты, на северо-востоке — село Старые Атаги, на востоке — Чири-Юрт, на юго-востоке — Дуба-Юрт, на западе — Гой-Чу, на северо-западе — Гойское.
На юге к селу примыкает гора Чахкер-Корт. 

## История
В 1963 году в центре села случайно обнаружен Алхазуровский могильник VI-IV вв. до н.э. В могильнике обнаружены пастовые бусы и бронзовые предметы. Сохранность костей очень плохое. Собранный материал до войны хранился в Чеченском государственном музее. 
Также в 1963 году Х. Д. Ошаевым и В. Б. Виноградовым открыта и исследована  Алхазуровское средневековое поселение IX века находящееся на южной стороне села. В культурном слое который достигает 0,5 м. обнаружены остатки грушевидных ям - хранилищ. А также огромные "хумы" (сосуды) лежащих цепочкой. Всего 10 штук. Ученые предполагают что тут находился город Индили упоминаемый в русских источниках XVI-XVII веков и созвучный чеченскому аулу Ингилик (по названию реки) который здесь находился. 
В 1925 году рядом с селом  Алхазур находились  Алхазуровские хутора : Агаева, Арса-Мирзоева I, Арса-Мирзоева II, Арса-Мирзоева III (Нижний Хачарой), Асуханова, Бакаева, Батаева, Берсанова, Вагапова, Вакаева, Верхний Хачарой, Джабраилова, Джамалаева, Дубаева, Илашаева, Исаева, Казённая караулка, Колаева, Мударова, Матушкина, Навроцкого, Саралиева, Турлова, Укаева I, Укаева II, Хильдихарой, Чунгурой, Шугаипова и Энгел-чу.
В 1944 году после депортации чеченцев и ингушей и упразднения Чечено-Ингушской АССР, селение Алхазурово было переименовано в Привольное.
После восстановления Чечено-Ингушской АССР в 1958 году селу было возвращено его прежнее название.
В советскую эпоху в селе действовали сельскохозяйственные предприятия. 
Во время чеченских войн село частично было разрушено

## Население
| 1990  | 2002  | 2010  | 2012  | 2013  | 2014  | 2015  |
| ----- | ----- | ----- | ----- | ----- | ----- | ----- |
| 4603  | ↗5440 | ↘4600 | ↗4790 | ↗4950 | ↗5113 | ↗5263 |
| 2016  | 2017  | 2018  | 2019  | 2020  | 2021  | 2023  |
| ↗5308 | ↗5344 | ↗5418 | ↗5493 | ↗5534 | ↗6329 | ↗6386 |
| 2024  |       |       |       |       |       |       |
| ↗6478 |       |       |       |       |       |       |

## Культура
В селе в 2013 году открыт Литературно-мемориальный музей А. С. Сулейманова, фонде которого  представлены 1586 экспонатов — рукописей, книг и других личных вещей Ахмада Сулейманова. Также в музее выставлены экспонаты по археологии Алхазурово.

## Тайп
- Хьачарой
- Чантий
- Хилдехарой
- Ч1инхой
- Шарой
- Терлой
- Нихалой
- Гучангий
- Мулкъой
- Зумсой
- Жагалдой
- Джей (Джей)
- Дишний
- Вашиндарой и др[26].